# Manuel Hailfinger
Manuel Hailfinger (* 7. Mai 1982 in Reutlingen) ist ein deutscher Politiker (CDU). Seit 2021 ist er Abgeordneter im Landtag von Baden-Württemberg. Dort ist er Sprecher für Arbeit, Ehrenamt, Jugend, Naturschutz und Sport sowie Vorsitzender des Ehrenamtsbeirats der CDU-Landtagsfraktion.

## Leben
Hailfinger wuchs in Sonnenbühl-Undingen auf. Nach dem Abitur 2002 am Friedrich-Schiller-Gymnasium Pfullingen absolvierte er den Zivildienst bei der AltenHilfe gGmbH in Reutlingen. Von 2003 bis 2009 studierte er Rechtswissenschaften an der Eberhard Karls Universität Tübingen. Anschließend machte er bis 2010 eine Berufsausbildung zum Versicherungskaufmann bei der Industrie- und Handelskammer für München und Oberbayern. Von 2009 bis 2015 war er als selbständiger, gebundener Versicherungsvermittler für die WWK und die Rheinland Versicherung tätig. Von 2011 bis 2021 war er als Justiziar im Schaden- und Leistungsmanagement tätig.
Hailfinger ist seit 2004 Schatzmeister des TSV Undingen e. V. und zusätzlich seit 2014 auch Vorsitzender. Im Jahr 2019 wurde er zum Vorsitzenden des Sportkreises Reutlingen e. V. gewählt. Außerdem gehört er seit 2021 dem Vorstand des Württembergischen Landessportbundes e. V. (WLSB) und seit 2022 dem Präsidium des Landessportverbandes Baden-Württemberg e. V. (LSVBW) an. Zudem ist er seit 2011 Vorsitzender des Tourismusvereins Sonnenbühl e. V. sowie seit 2013 Mitglied im Vorstand des Vereins Biosphärengebiet Schwäbische Alb und seit 2018 Mitglied im Marketingausschuss der Tourismusgemeinschaft Mythos Schwäbische Alb e. V. im Landkreis Reutlingen. Weiterhin nahm er im Jahr 2022 das Amt des stellvertretenden Vorsitzenden des Handels- und Gewerbevereins Sonnenbühl e. V. an. Ferner ist er Mitglied des Verwaltungsrats des Landestheaters Württemberg-Hohenzollern sowie des Aufsichtsrats der Staatlichen Toto-Lotto GmbH Baden-Württemberg und des Aufsichtsrats der Kreiskliniken Reutlingen gGmbH.

## Politik
Im Juli 2003 trat Hailfinger in die CDU ein. Von 2003 bis 2011 gehörte er zunächst als Beisitzer und ab 2005 als stellvertretender Vorsitzender dem Vorstand des CDU-Gemeindeverbandes in Sonnenbühl an. Im Jahr 2004 wurde Hailfinger erstmals in den Gemeinderat der Gemeinde Sonnenbühl gewählt und gehört diesem bis heute an. Von November 2017 bis zur Kommunalwahl im Juni 2024 war er Fraktionsvorsitzender der CDU. Seit Juli 2024 ist er 1. Stellvertreter des Bürgermeisters. Bei der Kommunalwahl 2024 wurde er zudem in den Kreistag des Landkreises Reutlingen gewählt. Im November 2005 war Hailfinger zunächst Mitbegründer und später (2007 bis 2009) Vorsitzender der Jungen Union in Sonnenbühl. Seit Juli 2007 gehört Hailfinger dem Kreisvorstand der CDU im Landkreis Reutlingen an, zuerst als Beisitzer, ab 2011 als Schatzmeister uns seit 2013 als Kreisvorsitzender. Außerdem war Hailfinger von 2011 bis 2014 Kreisvorsitzender der Jungen Union im Landkreis Reutlingen. Bis zu seinem altersbedingten Ausscheiden aus der Jungen Union Ende 2017 war er zudem stellvertretender Bezirksvorsitzender der Jungen Union in Württemberg-Hohenzollern und stellvertretender Landesvorsitzender der Jungen Union in Baden-Württemberg. Seit 2021 ist er stellvertretender Bezirksvorsitzender der CDU Württemberg-Hohenzollern.
Bei der Landtagswahl in Baden-Württemberg 2021 wurde Hailfinger über ein Zweitmandat im Wahlkreis Hechingen-Münsingen in den Landtag gewählt. Er erreichte einen Stimmenanteil von 25,0 Prozent.

## Privates
Hailfinger ist seit 2013 verheiratet und wohnt in Sonnenbühl-Undingen.